# Príncep Aly Khan
El Príncep Ali Salman Aga Khan (13 de juny de 1911 – 12 de maig de 1960), conegut com a Aly Khan va ser el fill de l'Aga Khan III, el cap dels musulmans Nizārī Ismā'īlī i el pare d'Aga Khan IV. Va ser el tercer marit de l'actriu Rita Hayworth. Va ser el representant a l'ONU del Pakistan on va ser-ne el vicepresident de l'Assemblea General.
El títol de príncep pel fet de ser un descendent del rei qajar Fath Ali Shah li va ser reconegut pel govern britànic l'any 1938.

## Biografia
Aly Khan va néixer a Torí, Itàlia, sent fill de l'Aga Khan III id Cleope Teresa "Ginetta" Magliano. Va ser educat per tutors privats a l'Índia i a França. Ell més tard es traslladà a Anglaterra on exercí d'advocat.
L'any 1939, el Princep Aly Aga Khan s'uní a la Legió Estrangera Francesa i va combatre en la divisió de cavalleria a Egipte i l'Orient Mitjà. El 1940, s'uní a la Royal Wiltshire Yeomanry i en el desembarcament dels aliats del sud de França, per això va rebre la Legió d'Honor el 1950.
El 27 de maig de 1949, Aly Aga Khan es va casar a Canes, França, amb Rita Hayworth.
Aly Khan i la seva família estaven molt involucrats en les curses i la cria de cavalls.
L'any 1951, quan Aly Khan encava estava casat amb Hayworth, Khan va sortir fotografiat ballant amb l'actriu Joan Fontaine, en el mateix nightclub on s'havien conegut Khan i Hayworth. Rita hayworth va demanar el divorci a Reno (Nevada) on va residir i es va emportar la filla d'ambdòs (essent acusada de segrest). Finalment es va concedir el divorci el setembre de l'any 1951.
La filla de l'Aly Khan i Hayworth és la princesa Yasmin Aga Khan.

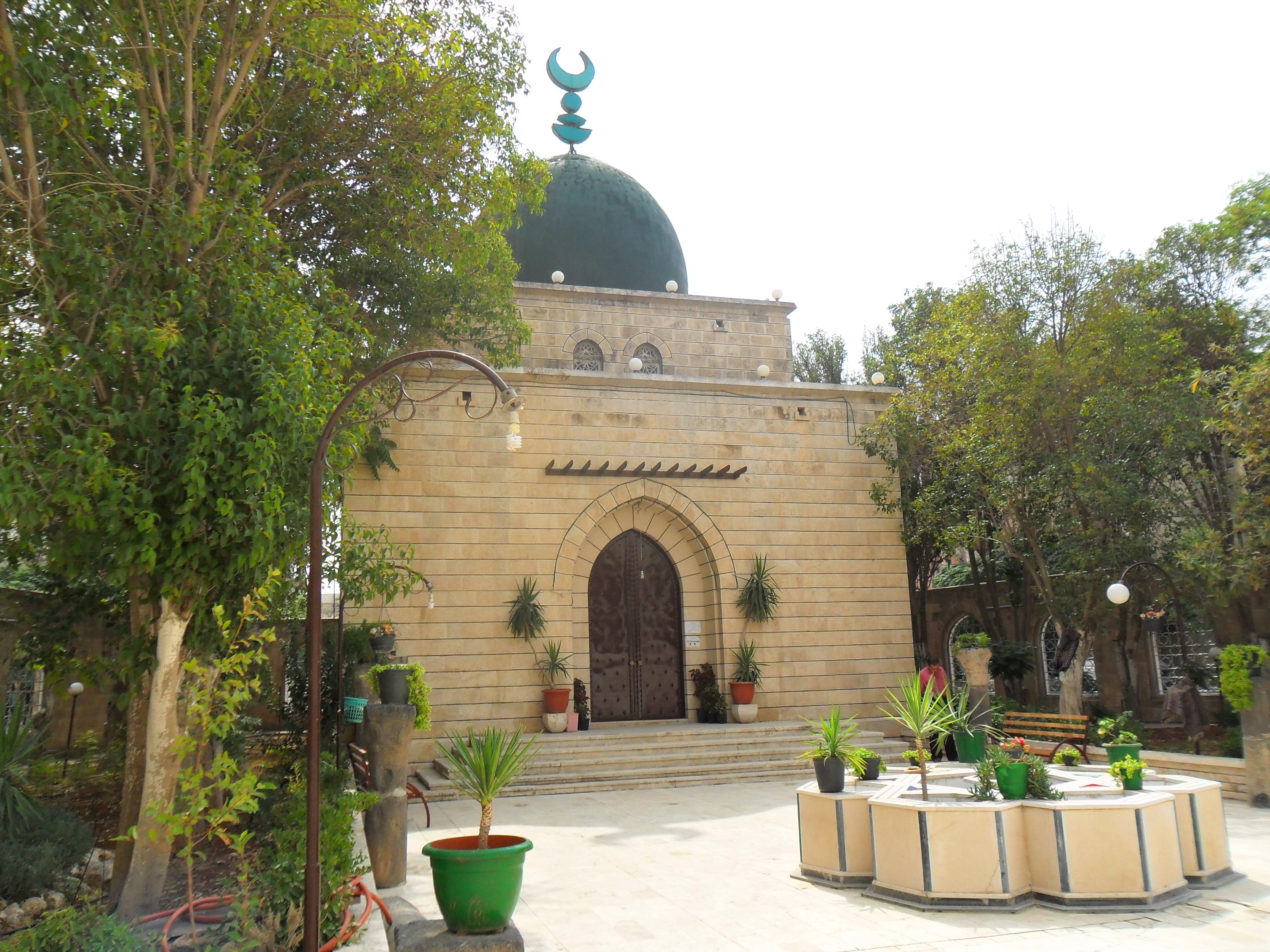
Mausoleu d'Aly Khan a Salamiyah

L'any 196 Aly Khan va patir múltiples ferides en un accident automobilístic ocorregut a Suresnes, França, un suburbi de París, Aly Khan morí poc després.

## Icona de la cultura popular
El Princep Aly Khan és mencionat en un vers de Noël Coward musicat per Cole Porter.
En l'episodi de Mad Men de 20 de maig de 2012, Don Draper menciona que creu que Joan Harris va estar veient-se amb "Ali Khan" .